# 매기 그레이스
매기 그레이스(Maggie Grace, 1983년 9월 21일 ~ )는 미국의 배우이다. 오하이오주 워딩턴에서 태어나 부모의 이혼 후 캘리포니아주 로스앤젤레스로 이사를 갔다. 경제적 어려움을 겪던 도중 2001년, 인터넷 비디오 시리즈 《레이셸의 방》을 통해 첫 데뷔를 하게 된다. 그리고 2002년에는 젊은 예술가상에서 텔레비전 영화 《그리니치에서의 살인》의 15세의 살인자 역 마다 목슬리 역을 맡은 것으로 후보에 올랐다.
2004년, 텔레비전 드라마 시리즈 로스트에서 시즌 2에 걸쳐 주연 섀넌 러더퍼드를 맡아 영화배우 조합 상을 받고 이후 영화 《안개》에서 좀 더 날카로운 연기를 보인다. 그 외 《제인 오스틴 북 클럽》, 《교외의 소녀》, 《테이큰》, 《멜리스 인 원더랜드》, 《캘리포니케이션》시즌6 등 다수의 작품에 출연했다.

## 출연 작품
- 사랑 결혼 그밖에 것들 - 제시 역
- 테이큰
- 복수자 - 릴리 역
- 플라잉 레슨 - 소피 콘웨이 역
- 허리케인 하이스트 - 케이시 역
- 애프터매스 - 크리스티나 역
- 더 센트 오브 레인 앤 라이트닝
- 슈퍼콘

2012년   락아웃-익스트림미션